# Margherita d'Asburgo-Lorena
L'arciduchessa Margherita d'Asburgo-Toscana, (in tedesco: Erzherzogin Margaretha Raineria Maria Antonia Blanka Leopoldine Beatrix Anna Josephina) (Leopoli, 8 maggio 1894 – Viareggio, 21 gennaio 1986), era un'arciduchessa d'Austria, principessa di Boemia, Ungheria e Toscana.

## Biografia
Era la terzogenita di Leopoldo Salvatore d'Asburgo-Lorena, e di sua moglie, l'infanta Bianca di Borbone-Spagna. In famiglia veniva chiamata Meg. Ricevette il nome di Margherita in onore della nonna materna, la principessa Margherita di Borbone-Parma, morta l'anno precedente alla sua nascita.
Crebbe nell'ultimo periodo della monarchia asburgica. Suo padre, che aveva seguito una carriera nell'esercito, era anche un inventore con un numero di brevetti militari sotto il suo nome. Sua madre era la forza dominante nella famiglia. La loro era una famiglia multi-culturale. Gli antenati paterni avevano regnato in Austria, Toscana e Regno delle Due Sicilie. Gli antenati materni aveva regnato in Spagna, Parma, Modena, Portogallo e Francia.
Venne educata insieme alle sue sorelle. Aveva una passione per il teatro drammatico. Studiò tedesco, francese, spagnolo, ungherese e italiano.
La famiglia era benestante. Vivevano tra il Palais Toskana, a Vienna, e la Schloss Wilhelminenberg. Trascorrevano le vacanze in Italia, dove sua madre possedeva una proprietà rurale vicino a Viareggio, la villa Borbone.

### Esilio
Alla caduta della monarchia asburgica, il governo repubblicano d'Austria confiscò le proprietà degli Asburgo. La famiglia perse tutta la sua fortuna. I due fratelli maggiori di Margherita decisero di rimanere in Austria e riconoscere la repubblica. Il resto della famiglia si trasferì in Spagna.
Nel gennaio del 1919 arrivarono a Barcellona dove si stabilirono per oltre un decennio. Vissero molto modestamente, inizialmente, affittando una casa in cui le ragazze hanno condiviso una camera da letto con la madre e i ragazzi con il padre. L'economia della famiglia migliorò con il reddito proveniente dalle entrate dei brevetti militari del padre. Durante la Seconda Repubblica spagnola, la famiglia si trasferì di nuovo in Austria.

### Matrimonio
Sposò, il 27 novembre 1937 a Schloss Sonnberg, di proprietà di suo fratello Antonio, il diplomatico italiano Francesco Maria Taliani, Marchese di Marchio (22 ottobre 1887-16 marzo 1968).
Dopo il matrimonio si stabilirono a Nanjing, allora capitale della Cina, dove Taliani servì come ambasciatore italiano in Cina (1938-1943).
Fu un periodo turbolento. Nel dicembre 1937, le truppe giapponesi occuparono Nanjing. Nel giugno 1940, l'Italia entrò in guerra schierarsi al fianco della Germania e del Giappone. Quando, nel settembre 1943, l'Italia si arrese alle forze alleate, Margherita e suo marito vennero arrestati e internati in un campo di concentramento giapponese fino all'estate del 1945.
All'inizio del 1946, Margherita e suo marito tornarono in Italia. Nel febbraio 1951 si trasferirono in Spagna, dove il marito divenne ambasciatore italiano durante il governo di Francisco Franco, carica che ricoprì fino al 1952, dopodiché si stabilirono a Roma.

### Morte
Dopo la morte del marito, Margherita visse tra Roma e Villa Borbone, la proprietà rurale vicino a Viareggio da lei condivisa con le sorelle Dolores e Immacolata.
Morì il 21 gennaio 1986, all'età di 92 anni.

## Ascendenza
|                                         |                                  |                                       | Genitori                            |  |  | Nonni |  |  | Bisnonni               |  |  | Trisnonni                 |  |
|                                         |                                  |                                       |                                     |  |  |       |  |  | Leopoldo II di Toscana |  |  | Ferdinando III di Toscana |  |
|                                         |                                  |                                       |                                     |  |  |       |  |  | Leopoldo II di Toscana |  |  | Ferdinando III di Toscana |  |
|                                         |                                  | Luisa Maria Amalia di Borbone-Napoli  |                                     |  |  |       |  |  | Leopoldo II di Toscana |  |  |                           |  |
| Carlo Salvatore d'Asburgo-Lorena        |                                  |                                       |                                     |  |  |       |  |  | Leopoldo II di Toscana |  |  |                           |  |
|                                         |                                  | Maria Antonia di Borbone-Due Sicilie  | Francesco I delle Due Sicilie       |  |  |       |  |  |                        |  |  |                           |  |
|                                         |                                  | Maria Antonia di Borbone-Due Sicilie  | Francesco I delle Due Sicilie       |  |  |       |  |  |                        |  |  |                           |  |
|                                         |                                  | Maria Antonia di Borbone-Due Sicilie  | Maria Isabella di Borbone-Spagna    |  |  |       |  |  |                        |  |  |                           |  |
| Leopoldo Salvatore d'Asburgo-Lorena     |                                  | Maria Antonia di Borbone-Due Sicilie  |                                     |  |  |       |  |  |                        |  |  |                           |  |
|                                         |                                  | Ferdinando II delle Due Sicilie       | Francesco I delle Due Sicilie       |  |  |       |  |  |                        |  |  |                           |  |
|                                         |                                  | Ferdinando II delle Due Sicilie       | Francesco I delle Due Sicilie       |  |  |       |  |  |                        |  |  |                           |  |
|                                         |                                  | Ferdinando II delle Due Sicilie       | Maria Isabella di Borbone-Spagna    |  |  |       |  |  |                        |  |  |                           |  |
| Maria Immacolata di Borbone-Due Sicilie |                                  | Ferdinando II delle Due Sicilie       |                                     |  |  |       |  |  |                        |  |  |                           |  |
|                                         |                                  | Maria Teresa d'Asburgo-Teschen        | Carlo d'Asburgo-Teschen             |  |  |       |  |  |                        |  |  |                           |  |
|                                         |                                  | Maria Teresa d'Asburgo-Teschen        | Carlo d'Asburgo-Teschen             |  |  |       |  |  |                        |  |  |                           |  |
|                                         |                                  | Maria Teresa d'Asburgo-Teschen        | Enrichetta di Nassau-Weilburg       |  |  |       |  |  |                        |  |  |                           |  |
| Margherita d'Asburgo-Lorena             |                                  | Maria Teresa d'Asburgo-Teschen        |                                     |  |  |       |  |  |                        |  |  |                           |  |
|                                         | Giovanni Carlo di Borbone-Spagna | Carlo Maria Isidoro di Borbone-Spagna |                                     |  |  |       |  |  |                        |  |  |                           |  |
|                                         | Giovanni Carlo di Borbone-Spagna | Carlo Maria Isidoro di Borbone-Spagna |                                     |  |  |       |  |  |                        |  |  |                           |  |
|                                         | Giovanni Carlo di Borbone-Spagna | Maria Francesca di Braganza           |                                     |  |  |       |  |  |                        |  |  |                           |  |
| Carlo Maria di Borbone-Spagna           | Giovanni Carlo di Borbone-Spagna |                                       |                                     |  |  |       |  |  |                        |  |  |                           |  |
|                                         |                                  | Maria Beatrice d'Austria-Este         | Francesco IV d'Austria-Este         |  |  |       |  |  |                        |  |  |                           |  |
|                                         |                                  | Maria Beatrice d'Austria-Este         | Francesco IV d'Austria-Este         |  |  |       |  |  |                        |  |  |                           |  |
|                                         |                                  | Maria Beatrice d'Austria-Este         | Maria Beatrice di Savoia            |  |  |       |  |  |                        |  |  |                           |  |
| Bianca di Borbone-Spagna                |                                  | Maria Beatrice d'Austria-Este         |                                     |  |  |       |  |  |                        |  |  |                           |  |
|                                         |                                  | Carlo III di Parma                    | Carlo II di Parma                   |  |  |       |  |  |                        |  |  |                           |  |
|                                         |                                  | Carlo III di Parma                    | Carlo II di Parma                   |  |  |       |  |  |                        |  |  |                           |  |
|                                         |                                  | Carlo III di Parma                    | Maria Teresa di Savoia              |  |  |       |  |  |                        |  |  |                           |  |
| Margherita di Borbone-Parma             |                                  | Carlo III di Parma                    |                                     |  |  |       |  |  |                        |  |  |                           |  |
|                                         |                                  | Luisa Maria di Borbone-Francia        | Carlo Ferdinando di Borbone-Francia |  |  |       |  |  |                        |  |  |                           |  |
|                                         |                                  | Luisa Maria di Borbone-Francia        | Carlo Ferdinando di Borbone-Francia |  |  |       |  |  |                        |  |  |                           |  |
|                                         |                                  | Luisa Maria di Borbone-Francia        | Carolina di Borbone-Due Sicilie     |  |  |       |  |  |                        |  |  |                           |  |
|                                         |                                  | Luisa Maria di Borbone-Francia        |                                     |  |  |       |  |  |                        |  |  |                           |  |